# Antonín Suchan
Antonín Suchan (10. května 1940 Bechyně – 6. prosince 2020 Šumperk) byl český sochař, řezbář a fotograf, který významně přispěl k obohacení kulturního života v Šumperku a jeho okolí.

## Život
Narodil se v Bechyni, městě s dlouholetou keramickou tradicí. Studoval na Institutu výtvarné fotografie v Ostravě pod vedením docenta Jána Šmoka (1967–1969). Po studiích pracoval jako fotoreportér a kameraman Československé televize. Během vojenské služby se dostal do Šumperka, kde se natrvalo usadil. V roce 1998 se stal členem Unie výtvarných umělců Olomoucka.

## Fotografická tvorba
Suchan uspořádal 17 samostatných fotografických výstav, které se konaly v České republice i v zahraničí. Jeho práce byly prezentovány například v Praze (Staroměstská radnice, Městská knihovna) a na mezinárodních výstavách v Lotyšsku a Pákistánu. V roce 1976 obdržel ocenění "Autor roku" v oboru fotografie. Podílel se na tvorbě fotografických publikací a spolupracoval s regionálními institucemi na dokumentaci kulturních a společenských událostí.

## Sochařská tvorba
Ve čtyřiceti letech se začal věnovat dřevosochařství. Vytvořil řadu plastik a reliéfů, které jsou součástí sbírek Vlastivědného muzea v Šumperku, Lázní Bludov a dalších institucí. Jeho práce se nacházejí také v soukromých sbírkách v České republice a zahraničí.

## Veřejná činnost
Vedle umělecké tvorby se angažoval v oblasti grafického designu a podílel se na kulturním životě Šumperka. Jeho ateliér se nacházel v budově Divadla Šumperk. V roce 2015 obdržel Cenu Olomouckého kraje za přínos v oblasti kultury.
V roce 2020 mu Vlastivědné muzeum v Šumperku uspořádalo retrospektivní výstavu nazvanou "Ohlédnutí", kde bylo vystaveno 79 soch. Krátce po jejím zahájení zemřel.